# Liste jüdischer Gebete und Segnungen
Die Liste jüdischer Gebete und Segnungen zeigt Gebete und Segnungen zum Morgen-, Mittags- sowie Abendgebet auf.
- Liste jüdischer Gebete und Segnungen (Schacharit) (Morgengebet)
- Liste jüdischer Gebete und Segnungen (Mincha) (Mittagsgebet)
- Liste jüdischer Gebete und Segnungen (Maariv) (Abendgebet)
- Liste jüdischer Gebete und Segnungen (Ruhe- und Feiertage)